# آتش‌چشم تاپاجوس
آتش‌چشم تاپاجوس (نام علمی: Pyriglena similis) یک پرنده حشره‌خوار از خانواده مورچه‌مرغان است که در برزیل یافت می‌شود.
زیستگاه‌های طبیعی آن جنگل‌های خشک نیمه‌گرمسیری یا گرمسیری، جنگل‌های جلگه‌ای نمناک نیمه‌گرمسیری یا گرمسیری و جنگل‌های کوهستانی نمناک نیمه‌گرمسیری یا گرمسیری است.